# Huma
För andra betydelser, se Huma (olika betydelser).
Huma är ett härad som lyder under prefekturen Daxing'anling i Heilongjiang-provinsen i nordöstra Kina. Det ligger omkring 660 kilometer norr om provinshuvudstaden Harbin.